# Franciscan University of Steubenville

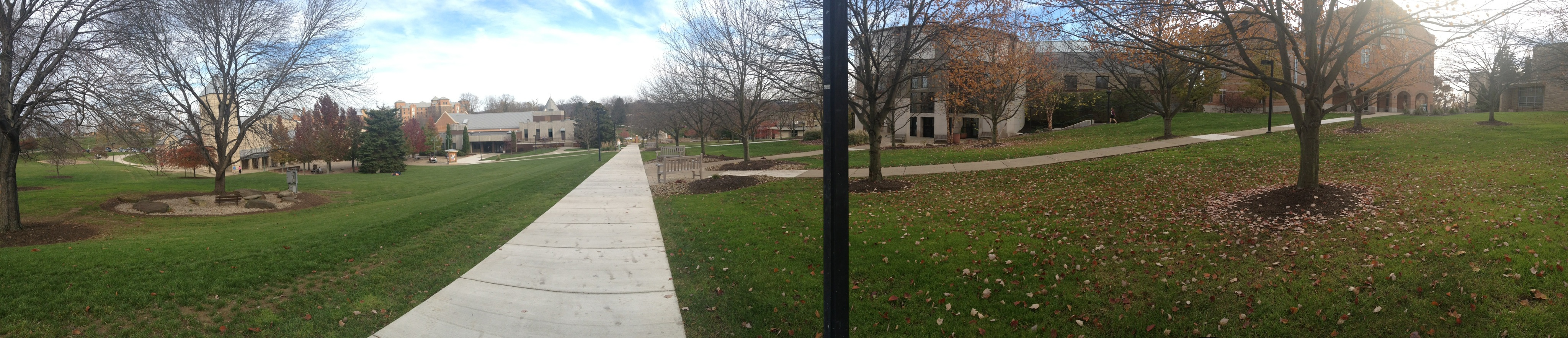
Panoramablick des Campus der Franciscan University of Steubenville

Die Franciscan University of Steubenville, kurz FSU, ist eine US-amerikanische römisch-katholische Privatuniversität mit Sitz in Steubenville in Ohio.
Die Hochschule wurde 1946 als Steubenville College von Franziskanern des Dritten Ordens auf Bitten von Bischof John Anthony King Mussio, dem ersten Bischof des Bistums Steubenville, gegründet. 1974 wurde Michael Scanlan TOR Präsident der Universität und reformierte die Hochschule mit der Anerkennung als University of Steubenville (1980). 1986 wurde sie in die Franciscan University of Steubenville umbenannt. Ihr Motto lautet Fortitudo et Prudentia.
Die Universität bildet in Bachelor und Master-Studiengängen aus, in den folgenden Schulen/Fakultäten:
- School of Professional Programs
- School of Theology and Philosophy
- School of Natural and Applied Sciences
- School of Humanities and Social Sciences

## Zahlen zu den Studierenden und den Dozenten
Im Herbst 2021 waren 3.415 Studierende an der Franciscan University eingeschrieben. Davon strebten 2.610 (76,4 %) ihren ersten Studienabschluss an, sie waren also undergraduates. Von diesen waren 58 % weiblich und 42 % männlich; 3 % bezeichneten sich als asiatisch, 1 % als schwarz/afroamerikanisch, 18 % als Hispanic/Latino und 74 % als weiß. 805 (23,6 %) arbeiteten auf einen weiteren Abschluss hin, sie waren graduates. Es lehrten 257 Dozenten an der Universität, davon 127 in Vollzeit und 130 in Teilzeit.

## Absolventen
- Jeff Fortenberry, Mitglied des US-Repräsentantenhauses für den Bundesstaat Nebraska
- Prudence Robertson, Moderatorin bei EWTN Pro-Life Weekly